# The Unity (album)
The Unity je debutové studiové album německé hardrockové hudební skupiny The Unity. Vydáno bylo 5. května 2017 prostřednictvím společností SPV GmbH a bylo kladně přijato hudebními kritiky. Karel Balčirák, šéfredaktor rockového magazínu Spark o něm napsal, že se jedná o „podobné zjevení, jakým bylo v roce 1984 album Red Hot and Heavy od dánských Pretty Maids.“

## Seznam skladeb
Všechny skladby napsal(i) The Unity. 
| Pořadí         | Název             | Délka |
| -------------- | ----------------- | ----- |
| 1.             | Rise and Fall     | 5:26  |
| 2.             | No More Lies      | 5:07  |
| 3.             | God of Temptation | 5:27  |
| 4.             | Firesign          | 5:18  |
| 5.             | Always Just You   | 6:02  |
| 6.             | Close to Crazy    | 3:30  |
| 7.             | The Wishing Well  | 5:47  |
| 8.             | Edens Fall        | 4:30  |
| 9.             | Redeemer          | 4:54  |
| 10.            | Super Distortion  | 1:03  |
| 11.            | Killer Instinct   | 5:52  |
| 12.            | Never Forget      | 5:40  |
| Celková délka: | Celková délka:    | 58:36 |

## Obsazení
- Jan Manenti – zpěv
- Henjo Richter – kytara
- Sascha Onnen – kytara
- Stefan Ellerhorst – klávesy
- Jogi Sweers – basová kytara
- Michael Ehré – bicí